# Emma Nohrén
Emma Kristina Nohrén, född 21 april 1980 i Grava församling i Värmlands län, är en svensk politiker (miljöpartist), ordinarie riksdagsledamot 2014–2018 och 2022-2026, invald för Västra Götalands läns västra valkrets.
Nohrén är uppvuxen i Karlstad och är numera bosatt i Brastad. Hon är utbildad marinbiolog och har arbetat som akvariechef på Havets hus i Lysekil. Hon är specialiserad på grunda marina mjukbottnar, men hennes stora intresse är djurarter i haven. Nohrén var 2010–2014 ledamot i Lysekils kommunfullmäktige och valdes sedan in till riksdagen. 2018-2022 var Nohrén ordförande i Miljömålsberedningen.
Hon tappade sitt riksdagsmandat 2018 och var 2019–2022 1:e vice ordförande i kommunstyrelsen i Lysekils kommun.
Mandatperioden 2022-2026 är hon ordförande i Miljö- och Jordbruksutskottet.